# Seznam mistrovství České republiky ve sportovní střelbě
Článek obsahuje seznam mistrovství České republiky ve sportovní střelbě.
| Rok  | Vzduchové zbraně | Vzd. rychlopalné | Mládeže           | Kulové zbraně | Broky          | Kuše                    | Předovky         | Akademické |
| ---- | ---------------- | ---------------- | ----------------- | ------------- | -------------- | ----------------------- | ---------------- | ---------- |
| 1993 | Jičín            | ?                | Jičín             | Plzeň         | Brno           | Blovice                 | České Budějovice | ?          |
| 1994 | Plzeň            | ?                | Praha             | Brno          | Brno           | Blovice                 | Ostrava          | ?          |
| 1995 | Liberec          | ?                | Brandýs nad Labem | Plzeň         | Plzeň          | Karlovy Vary            | Kolín            | ?          |
| 1996 | Brno             | ?                | Kolín             | Plzeň         | Brno           | Blovice                 | České Budějovice | ?          |
| 1997 | Plzeň            | ?                | Šumvald           | Brno          | Plzeň          | Blovice / Karlovy Vary  | České Budějovice | ?          |
| 1998 | Plzeň            | ?                | Kolín             | Plzeň         | Brno           | Karlovy Vary            | Mladá Boleslav   | ?          |
| 1999 | Brno             | ?                | Brno              | Brno          | Plzeň          | Blovice / Karlovy Vary  | Mladá Boleslav   | ?          |
| 2000 | Plzeň            | ?                | Plzeň             | Plzeň         | Brno           | Blovice / Starý Plzenec | Uherský Ostroh   | ?          |
| 2001 | Plzeň            | ?                | Brno              | Brno          | Plzeň          | Blovice / Starý Plzenec | Kolín            | ?          |
| 2002 | Plzeň            | ?                | Brno              | Brno          | Hradec Králové | Brno                    | Mladá Boleslav   | ?          |
| 2003 | Plzeň            | ?                | Brno              | Plzeň         | ?              | Zadov                   | ?                | Plzeň      |
| 2004 | Plzeň            | Brno             | Brno              | Plzeň         | Plzeň          | Zadov                   | ?                | Plzeň      |
| 2005 | Brno             | Brno             | Brno              | Plzeň         | Plzeň          | ?                       | Prachatice       | Plzeň      |
| 2006 | Plzeň            | ?                | Poděbrady         | Plzeň / Brno  | Brno           | Hodonín                 | Uherský Ostroh   | Plzeň      |
| 2007 | Plzeň            | ?                | Brno              | Brno          | Plzeň          | ?                       | Prachatice       | Plzeň      |
| 2008 | Plzeň            | ?                | Praha             | Plzeň         | Hradec Králové | Brno                    | Uherský Ostroh   | Plzeň      |
| 2009 | Plzeň            | ?                | Brno              | ?             | Brno           | Brno                    | Sokolov          | Plzeň      |
| 2010 | Plzeň            | Plzeň            | Poděbrady         | Plzeň         | Plzeň          | Brno                    | Uherský Ostroh   | Plzeň      |
| 2011 | Plzeň            | ?                | Praha             | Plzeň         | Hradec Králové | Brno                    | Sokolov          | Plzeň      |
| 2012 | Plzeň            | Plzeň            | Stará Boleslav    | Plzeň         | Brno           | Brno                    | Uherský Ostroh   | Plzeň      |
| 2013 | Plzeň            | Chomutov         | Plzeň             | Plzeň         | Plzeň          | Brno                    | ?                | Plzeň      |
| 2014 | Plzeň            | Ostrava          | Plzeň             | Plzeň         | Hradec Králové | ?                       | ?                | Plzeň      |
| 2015 | Plzeň            | Chomutov         | Plzeň             | Plzeň         | Brno           | Brno                    | Sokolov          | Plzeň      |
| 2016 | Plzeň            | Ostrava          | Plzeň             | Plzeň         | Plzeň          | Brno                    | Uherský Ostroh   | Plzeň      |
| 2017 | Plzeň            | nekonalo se      | Plzeň             | Plzeň         | Hradec Králové | Brno                    | Sokolov          | Plzeň      |
| 2018 | Plzeň            | Rýmařov          | Plzeň             | Plzeň         | Brno           | Brno                    | Uherský Ostroh   | Plzeň      |
| 2019 | Plzeň            | Chomutov         | Plzeň             | Plzeň         | Plzeň          | Brno                    | Sokolov          | Plzeň      |
| 2020 | Plzeň            | Rýmařov          | Plzeň             | Plzeň         | Hradec Králové | ?                       | ?                | Plzeň      |

## Počty
Následující tabulka obsahuje počty hostování mistrovství ČR jednotlivými městy:
| Umístění | Město                              | Počet |
| -------- | ---------------------------------- | ----- |
| 1.       | Plzeň                              | 86    |
| 2.       | Brno                               | 43    |
| 3.       | Uherský Ostroh                     | 7     |
| 4.       | Blovice                            | 6     |
| 4.       | Hradec Králové                     | 6     |
| 6.       | Sokolov                            | 5     |
| 7.       | Karlovy Vary                       | 4     |
| 7.       | Kolín                              | 4     |
| 9.       | České Budějovice                   | 3     |
| 9.       | Chomutov                           | 3     |
| 9.       | Mladá Boleslav                     | 3     |
| 9.       | Ostrava                            | 3     |
| 9.       | Praha                              | 3     |
| 9.       | Prachatice                         | 3     |
| 15.      | Jičín                              | 2     |
| 15.      | Poděbrady                          | 2     |
| 15.      | Rýmařov                            | 2     |
| 15.      | Starý Plzenec                      | 2     |
| 15.      | Brandýs nad Labem- -Stará Boleslav | 2     |
| 20.      | Hodonín                            | 1     |
| 20.      | Liberec                            | 1     |
| 20.      | Šumvald                            | 1     |